# Eschborn-Frankfurt 2023
De 60e editie van de Duitse wielerwedstrijd Eschborn-Frankfurt werd verreden op 1 mei 2023. De eerste van mei is ook bekend als de Dag van de Arbeid, deze wedstrijd wordt traditiegewijs verreden op die dag. De Ier Sam Bennett won de editie van 2022. Deze editie werd gewonnen door de Deen Søren Kragh Andersen. Hij zette de race naar zijn hand door zijn medevluchters van kop af te verslaan in de sprint. De Oostenrijker Patrick Konrad eindigde als tweede en de Italiaan Alessandro Fedeli kwam als derde over de eindstreep.

## Deelnemende ploegen
Tien van de achttien UCI World Tour-teams van dit seizoen plus negen Proteams startten met zeven renners per team, uitgezonderd Lotto-Dstny, TotalEnergies en UAE Team Emirates die met zes renners aan de start verschenen, wat het deelnemersveld op 130 bracht.
| UCI World Tour teams | Overige teams |
| --- | --- |
| Alpecin-Deceuninck Bahrain-Victorious BORA-hansgrohe Cofidis EF Education-EasyPost Intermarché-Circus-Wanty Team Arkéa-Samsic Team DSM Team Jayco AlUla UAE Team Emirates | Bingoal WB Burgos-BH Green Project-Bardiani-CSF-Faizanè Israel-Premier Tech Lotto-Dstny Q36.5 Pro Cycling Team Team Flanders-Baloise TotalEnergies Uno-X Pro Cycling Team |

## Uitslag
| Plaats  | Naam                 | Ploeg                              | tijd     |
| ------- | -------------------- | ---------------------------------- | -------- |
| Winnaar | Søren Kragh Andersen | Alpecin-Deceuninck                 | 4u51'27" |
| 2       | Patrick Konrad       | BORA-hansgrohe                     | z.t.     |
| 3       | Alessandro Fedeli    | Q36.5 Pro Cycling Team             | z.t.     |
| 4       | Marc Hirschi         | UAE Team Emirates                  | z.t.     |
| 5       | Lorenzo Rota         | Intermarché-Circus-Wanty           | z.t.     |
| 6       | Georg Steinhauser    | EF Education-EasyPost              | z.t.     |
| 7       | Georg Zimmermann     | Intermarché-Circus-Wanty           | z.t.     |
| 8       | Stephen Williams     | Israel-Premier Tech                | z.t.     |
| 9       | Ben Hermans          | Israel-Premier Tech                | z.t.     |
| 10      | Martin Marcellusi    | Green Project-Bardiani CSF-Faizanè | +3"      |

Tour Down Under ·
Great Ocean Road Race ·
Ronde van de Verenigde Arabische Emiraten ·
Omloop Het Nieuwsblad ·
Strade Bianche ·
Parijs-Nice · 
Tirreno-Adriatico · 
Milaan-San Remo ·
Ronde van Catalonië ·
Classic Brugge-De Panne ·
E3 Saxo Bank Classic ·
Gent-Wevelgem ·
Dwars door Vlaanderen ·
Ronde van Vlaanderen ·
Ronde van het Baskenland ·
Parijs-Roubaix ·
Amstel Gold Race ·
Waalse Pijl ·
Luik-Bastenaken-Luik ·
Ronde van Romandië ·
Eschborn-Frankfurt ·
Ronde van Italië ·
Critérium du Dauphiné ·
Ronde van Zwitserland ·
Ronde van Frankrijk ·
Clásica San Sebastián ·
Ronde van Polen ·
BEMER Cyclassics ·
Renewi Tour ·
Ronde van Spanje ·
Bretagne Classic ·
GP van Quebec ·
GP van Montréal ·
Ronde van Lombardije ·
Ronde van Guangxi